# Lâu đài Clinton
Lâu đài Clinton hay pháo đài Clinton, từng được biết đến như Castle Garden là một pháo đài bằng đá sa thạch nằm trong Công viên Battery ở mũi phía nam của đảo Manhattan, thành phố New York, Hoa Kỳ.
Nơi đây được biết đến như một trại tị nạn đầu tiên của Mỹ, nơi có hơn 8 triệu người đến Hoa Kỳ vào những năm 1855 đến 1890. Trong suốt thời gian hoạt động nơi còn có chức năng như một vườn bia, trung tâm triển lãm, nhà hát, thủy cung, và ngày hôm nay nơi đây là một di tích quốc gia.